# Sinogomphus
Genre
Sinogomphus est un genre de libellules de la famille des Gomphidae (sous-ordre des Anisoptères).

## Liste des espèces
Selon BioLib (22 octobre 2020) :
- Sinogomphus asahinai Chao, 1984
- Sinogomphus flavolimbatus (Matsumura in Oguma, 1926)
- Sinogomphus formosanus Asahina, 1951
- Sinogomphus leptocercus Chao, 1983
- Sinogomphus orestes (Lieftinck, 1939)
- Sinogomphus peleus (Lieftinck, 1939)
- Sinogomphus pylades (Lieftinck, 1939)
- Sinogomphus scissus (McLachlan, 1896)
- Sinogomphus suensoni (Lieftinck, 1939)
- Sinogomphus telamon (Lieftinck, 1939)